# Pokhara
Pokhara (en nepalès, पोखरा) és la segona ciutat més poblada de Nepal (només per darrere de la capital, Kathmandu). Està situada al centre del país, a 200 km a l'oest de la capital. Ocupa una àrea de 55,21 km² i hi viuen 264.991 habitants (2011), essent la capital del districte Kaski, la zona de Gandaki i la Regió de Desenvolupament Occidental. La ciutat està situada a la riba est del llac Phewa i al peu del massís de l'Annapurna. Pokhara és una de les destinacions turístiques més importants del Nepal.

## Geografia i clima
La ciutat de Pokhara se situa al nord-oest de la vall de Pokhara, la segona vall més gran del país. El clima és subtropical, però l'alçada modera les temperatures, que oscil·len entre els -2 i els 15 °C a l'hivern i entre els 25 i els 35 °C a l'estiu. Aquesta zona té la precipitació més alta de tot Nepal, amb una mitjana de 3900 mm/any en el període 1981-2010. El 80% de les precipitacions es concentren durant el monsó, entre els mesos de juny i setembre, amb la màxima al juliol, amb 940 mm (mitjana 1981-2010).

## Història
En temps prehistòrics, es creu que els habitants de la zona vivien als cims dels turons abans de baixar a la vall. El primer nucli poblacional va néixer com un centre mercantil a la vall del riu Seti. La seva localització estratègica entre les muntanyes i el Tarai van fer que esdevingués una parada important en les rutes entre l'est i l'oest i en la ruta comercial trans-himalaica. La història de la ciutat de Pokhara començà a partir de la celebració d'una trobada religiosa periòdica durant el període medieval, que propicià l'aparició d'un bazaar (mercat) permanent, després de la unificació del Nepal l'any 1769. A partir del segle xix, la ciutat esdevingué d'una grandària considerable, i el seu bazaar era freqüentat per mercaders de Kathmandu o Palpa, entre d'altres.